# Anke M. Lindmeier
Anke Maria Lindmeier ist eine deutsche Mathematikdidaktikerin.

## Leben
Nach der Diplom 2005 in Mathematik (KU Eichstätt-Ingolstadt), dem ersten Staatsexamen 2005 für das Lehramt an Gymnasien, Fächer: Mathematik, Katholische Religionslehre (KU Eichstätt-Ingolstadt), dem ersten Staatsexamen 2006 für das Lehramt an Gymnasien, Fach: Informatik (TU München) und die Promotion 2010 bei Kristina Reiss und Aiso Heinze in Didaktik der Mathematik mit der Arbeit „Modeling and Measuring Knowledge and Competences of Teachers. A Threefold Domain-Specific Structure Model for Mathematics Teachers“ war sie von 2012 bis 2014 Juniorprofessorin für Didaktik der Mathematik am IPN – Leibniz-Institut für die Pädagogik der Naturwissenschaften und Mathematik an der Christian-Albrechts-Universität zu Kiel. Von 2014 bis 2020 war sie Professorin für Didaktik der Mathematik am IPN – Leibniz-Institut für die Pädagogik der Naturwissenschaften und Mathematik an der Christian-Albrechts-Universität zu Kiel. 2020 wurde sie zur Professorin für Didaktik der Mathematik an der Fakultät für Mathematik und Informatik der Friedrich-Schiller-Universität Jena berufen, seit 2024 ist sie Lehrstuhlinhaberin an der Friedrich-Alexander Universität Erlangen-Nürnberg.
Ihre Forschungsinteressen sind fachspezifische Wissens- und Kompetenzbereiche von Mathematiklehrkräften/pädagogischen Fachkräften und deren Messung, Lernen von Mathematik am Übergang von der sekundären zur tertiären Bildung und kulturelle Aspekte von Unterrichtsqualität in Mathematik.